# Phaeotheca fissurella
Phaeotheca fissurella är en svampart som beskrevs av Sigler, Tsuneda & J.W. Carmich. 1981. Phaeotheca fissurella ingår i släktet Phaeotheca, ordningen Capnodiales, klassen Dothideomycetes, divisionen sporsäcksvampar och riket svampar.   Inga underarter finns listade i Catalogue of Life.